# David Alexander Winter

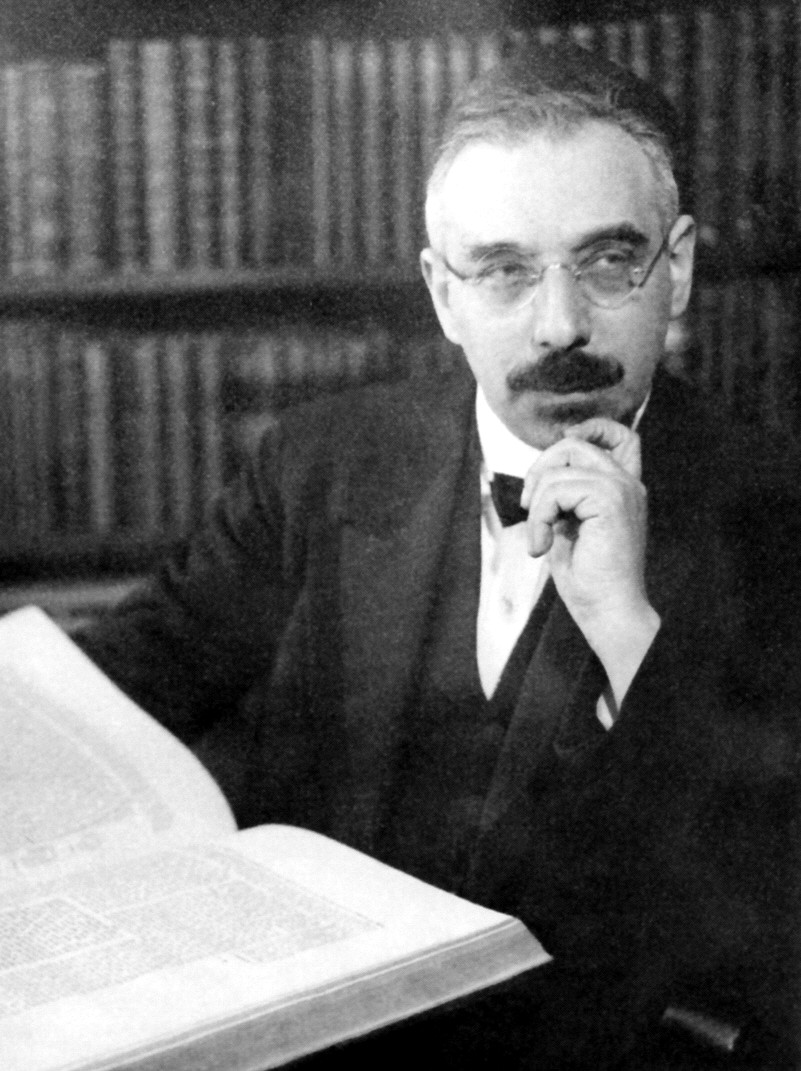
David Alexander Winter (1931)

David Alexander Winter (geboren am 23. November 1878 in Mönchengladbach; gestorben am 13. Oktober 1953 in London) war ein deutscher Rabbiner.

## Leben
David Alexander Winter war der Sohn des Kaufmanns Josef Winter und Sarah geborene Rosenbaum. Sein Urgroßvater mütterlicherseits war Rabbiner Mendel Rosenbaum (1782–1868), der in Zell am Main ein talmudisches Lehrhaus gegründet hatte. 
David Alexander Winter besuchte das Kaiser-Wilhelm-Gymnasium in Köln bis zum Abitur 1898 und danach zunächst für ein Jahr die Jeschiwa in Halberstadt. Er immatrikulierte sich 1899 zum Studium an der Universität Berlin und besuchte gleichzeitig die dortige Rabbinerschule. 1904 wurde er zum Rabbiner ordiniert und 1906 an der Universität Halle zum Dr. phil. promoviert. Winter bestand 1908 das preußische Oberlehrer-Examen und erhielt 1910 die Lehrbefugnis für die Fächer Deutsch und Geschichte an Gymnasien. Bereits von 1907 bis 1913 wirkte er als Rabbiner in Mysłowice in Oberschlesien. Von 1912 bis 1921 war David Alexander Winter Rabbiner in Bad Homburg vor der Höhe. Am Ersten Weltkrieg nahm er ab 1916 als Feldrabbiner teil, zunächst bei der 12. Armee, ab 1918 in der Etappe der 10. Armee. 
Nach dem Krieg wurde er als Nachfolger von Salomon Carlebach und dessen Sohn Joseph von 1921 bis zu seiner Emigration nach England 1938 letzter Rabbiner der Jüdischen Gemeinde in Lübeck vor dem Zweiten Weltkrieg. In dieser Zeit war er noch Anfang der 1930er Jahre um Verständniswerbung für die jüdische Kultur bemüht. So hielt David Alexander Winter die Eröffnungsrede für die von Julius Carlebach neu geschaffene Sammlung von Judaica in der Lübecker Völkerkundesammlung im Museum am Dom. 1934 suchte er die Ausgrenzung der Juden durch Gründung einer acht-zügigen jüdischen Volksschule zu beheben; diese hatte über seine Emigration hinaus bis 1940 Bestand. Bereits ab 1933 versah er nach der Emigration seines dortigen Kollegen auch das Rabbinat in Kiel und wurde zusätzlich 1936 auch Landesrabbiner von Mecklenburg. Er emigrierte im September 1938 mit seiner Frau Amalie, geborene Wertheim (1895–1989) und den vier Kindern nach England und musste so die Zerstörungen der Reichspogromnacht in seiner Lübecker Synagoge dort nicht mehr miterleben. Seine Frau immigrierte nach seinem Tod mit den Kindern nach Israel. Seine letzte Ruhe fand David Alexander Winter auf dem Sanhedria-Friedhof in Jerusalem.

## Schriften
- Die Politik Pisas während der Jahre 1268–1282. 1906 (Dissertation).
- Der jüdische Friedhof in Moisling und Lübeck. 1910.
- Blätter der Erinnerung zum 50jährigen Bestehen des Israelitischen Frauenvereins zu Lübeck. 1927.
- Geistige Kämpfe um Lebensfragen und Weltanschauung des Judentums um die Mitte des neunzehnten Jahrhunderts: nach den bayerischen Staatsakten dargestellt. Verlag des Jeschurun, 1929.
- (Postum): Geschichte der jüdischen Gemeinde in Moisling, Lübeck. Mit einer Biographie des Verfassers von Hans Chanoch Meyer, Lübeck 1968.